# Primera División Uruguaya 1968
Il campionato era formato da dieci squadre e il Peñarol vinse il titolo. Non ci furono retrocessioni.

## Classifica finale
| Pos. | Squadra           | G  | V  | N | P  | GF | GS | Punti |
| ---- | ----------------- | -- | -- | - | -- | -- | -- | ----- |
| 1    | Peñarol           | 18 | 15 | 3 | 0  | 29 | 5  | 33    |
| 2    | Nacional          | 18 | 11 | 5 | 2  | 29 | 7  | 27    |
| 3    | Cerro             | 18 | 9  | 3 | 6  | 25 | 14 | 21    |
| 4    | Defensor          | 18 | 5  | 8 | 5  | 15 | 15 | 18    |
| 5    | Rampla Juniors    | 18 | 6  | 5 | 7  | 16 | 20 | 17    |
| 6    | Sud América       | 18 | 6  | 4 | 8  | 19 | 24 | 16    |
| 7    | River Plate       | 18 | 4  | 7 | 7  | 18 | 25 | 15    |
| 8    | Liverpool         | 18 | 5  | 4 | 9  | 15 | 22 | 14    |
| 9    | Racing Montevideo | 18 | 3  | 4 | 11 | 11 | 24 | 10    |
| 10   | Danubio           | 18 | 2  | 5 | 11 | 8  | 29 | 9     |

G = Partite giocate; V = Vittorie; N = Nulle/Pareggi; P = Perse; GF = Goal fatti; GS = Goal subiti; 

## Classifica marcatori
| Gol |  |  | Giocatore       | Squadra |
| --- |  |  | --------------- | ------- |
| 8   |  |  | Rúben Bareño    | Cerro   |
| 8   |  |  | R. García       | Cerro   |
| 8   |  |  | Pedro Rocha     | Peñarol |
| 8   |  |  | Alberto Spencer | Peñarol |